# Dasineura pteridis
Dasineura pteridis är en tvåvingeart som först beskrevs av Cornelius Herman Muller 1871.  Dasineura pteridis ingår i släktet Dasineura och familjen gallmyggor. Inga underarter finns listade i Catalogue of Life.